# 臺北市立大安高級工業職業學校
臺北市立大安高級工業職業學校為八大省工之一，是位於臺北市大安區的技術型高級中等學校，為臺灣解嚴後少數保有傳統卡其色校服的學校，鄰近中央健康保險署、大安森林公園、捷運大安站、師大附中、大安國中、龍門國中。
2025年為了慶祝校史85年，與義美合作推出「義美小泡芙」新包裝。

## 校史

### 日治時期
- 昭和15年（1940），4月18日 － 創校，校名「臺北商工專修學校」，日治時為培養初級工商技術人員，兼辦「臺北第二工業技術練習生養成所」。

### 中華民國時期
- 民國34年，更改校名為「臺北市立初級工業職業學校」，原技術生養成所改為「臺灣省立臺北第二工業職業補習學校」。
- 民國39年，由於臺灣的社會變遷和工業生產急速正成長，與原有教育目標和內涵不合需求，增設高級部，校名亦更動為「臺北市立工業職業學校」。
- 民國44年，初級部停止招生，並接受美援，更新設備，實行單位行業訓練課程。
- 民國47年，正式改名為「臺北市立高級工業職業學校」，簡稱北市高工。
- 民國54年，因臺北市改制為院轄市，原辦理「臺灣省立臺北第二高級工業職業補習學校」，改名為「臺北市立高級工業職業學校附設高級工業職業進修補習學校」。
- 民國65年，奉臺北市教育局准開始招收女生，以配合就業市場的需要。
- 民國70年，9月1日奉臺北市教育局冠以臺北市行政區名，改為「臺北市立大安高級工業職業學校」。
- 民國87年，附設進修補習學校遵照「進修及補習教育法」，校名改為進修學校。
- 民國91年，「學生活動中心」及「室內溫水游泳池」，並落成啟用。
- 民國106年，8月附設高級工業職業進修學校，奉令改制為「進修部」。
- 民國108年，拆除勵學樓準備興建綜合教學大樓，新建地下1樓停車場，地上5樓校舍空間。
- 民國114年，與國立臺灣科技大學合作，開設「台科大自動化工程專班」，採用「3+2」新五專模式[1]，大安高工的專班學生可免統測或學測[2]直升入學台科大的自動化工程系就讀（另兩所與台科大合作開設此專班的學校為新竹高工、台中高工）[3]。

## 學校象徵
「大安無所不在」
因為大安高工歷史悠久且人數眾多所以「大安無所不在」的這一句話

### 青藤心念、木棉情懷
型塑學生正確的價值觀，健康快樂的身心，就像攀爬在校園牆面上的青藤，旺盛的生命力與向上的企圖心；培養學生「做什麼，像什麼」的木棉花精神，認真務實的做人處事態度，就像校門前木棉花的生長特性，長葉子的時候不開花，開花的時候不長葉子。

### 校訓
忠、誠、勤、毅
忠 - Faithfulness 公忠體國
誠 - Honesty 誠懇篤實
勤 - Diligence 勤勞儉樸
毅 - Perseverance 弘大剛毅

## 歷任校長

### 日治時期
| 任別 | 姓名       | 就職時間  |
| ---- | ---------- | --------- |
| 首任 | 下川高次郎 | 1940~1945 |

### 民國時期
| 任別     | 姓名   | 就職時間  |
| -------- | ------ | --------- |
| 第二任   | 張秋金 | 1946~1956 |
| 第三任   | 林清輝 | 1956~1958 |
| 第四任   | 許振源 | 1958~1973 |
| 第五任   | 賴錫圭 | 1972~1986 |
| 第六任   | 吳元正 | 1986~1989 |
| 第七任   | 楊金聲 | 1989~1996 |
| 第八任   | 康宗虎 | 1996~1999 |
| 第九任   | 劉世勳 | 1999~2007 |
| 第十任   | 陳清誥 | 2007~2015 |
| 第十一任 | 陳貴生 | 2015~2019 |
| 第十二任 | 楊益强 | 2019~現任 |

## 校園建築
現有校地共有44,253平方公尺，目前約有19,000平方公尺為美國在臺協會暫借使用中，在建築物方面目前共有15棟，樓地板面積共57,028平方公尺，各建築物如下列所示。
- 行政大樓：民國79年落成，一到三樓為學校行政單位和共同科目教師辦公室，四樓為資訊科辦公室與實習工場，五樓則是控制科實習工場。

- 忠誠樓：民國72年落成，地下一樓至二樓為實習工場與科辦公室，東側為圖傳科及西側冷凍科，三至五樓為一般教室。

- 勤毅樓：民國74年落成，地下一樓至二樓為實習工場與科辦公室，東側為電機科及西側汽車科，三至五樓為一般教室。

- 至善樓：民國58年落成，共有十三間教室，包含綜合技職科（特教組管理烘焙實驗室）與綜合高中科。

- 敬業樓：民國64年落成，二至四樓為電子科實習工場與科辦公室，另有第二會議室與四間普通教室，音樂性社團辦公室亦位於本棟大樓地下室。

- 樂群樓：民國66年落成，地下室為學生社團辦公室，一樓為圖書館閱覽室（後方為師生自修室），二至三樓為輔導室、電腦室、音樂室及科學實驗室亦位於本棟大樓。

- 木棉樓：民國81年落成，從學校復興校門（正門）進入右方（北側靠捷運大安站），整棟屬於機械科，內含機械科辦公室與各實習工場及相關專業教室。大樓建築共地下1樓，地上5樓，於民國81年完工，此棟啟用至今。民國105年部分空間整理，暫供製圖科暫入，待新建實習大樓完工後，連同歸還先前教務處借用為教室之空間一併歸還機械科，以利機械科『百年新耀』發展規劃。

木棉地下室：鉗工工廠（民國82、97年在此辦理工業科學技術藝賽）、鑄造工廠（目前已廢除）、鑄造儲藏室。廢除鑄造工廠區域供製圖科選手及造形專題加工使用，歸還後將除去與隔壁鉗工工場的簡易鋁隔間，整合為具電銲、板金、鉗工及金屬板金成形檢定與眾不同造形加工之綜合工廠，並改建電梯可至地下室，適合教學競賽之空間。
木棉一樓：主要分為CNC車床、 CNC銑床、電腦設計製造CAD/CAM教室之數控專區；機工第三工場專區為展示專用示範錐度附件、花            盤、尾座偏置等項目車床教學機、牛頭鉋床、插床及R8主軸系統銑床及砲塔銑床頭調角教學機，另有大型平面磨床及圓周磨床；特殊加工專區設有雷射切割機（100下學期購入）、雷射打標；選手、教師機工技術研究練習專區供師生小空間練習使用，以利獨立收工或短暫關閉中途離開去教室教學或上課。目前CNC車床有5部，1部楊鐵0T；1部聖傑18T；2部凱0iTD；1部無Y軸同凱柏機型車銑複合機。CNC銑床目前2部友嘉0M；2部協鴻0iMD，其中1台設有第4軸和單虎鉗，1台為雙虎鉗架構床台規劃。
木棉二樓：主要二三年級實習工廠使用，有永程車床（楊鐵型）15台備光學尺，預計再增加到約21台。臥式銑床1台、萬能銑床（齒式換檔）2台、永進膝立式銑（齒式換檔）備光學尺8台、新虎將砲塔銑床備光學尺2台、大立砲塔銑床備光學尺2台、聚鑫砲塔銑床備光學尺8台，具單組每人1機學。磨床5台，3台為福裕全自動平面進深及縱切自動磨床，其餘2台為自動平面。鉗工24工作崗位、靈敏式鑽床8台、落地式強力鑽床2台、懸臂式鑽床1台。往複式及立式帶鋸鋸床各1台，為機械加工乙丙級、銑床丙級、模具丙級檢定場規劃，並將工具室器具漸移至銑床機邊櫃和鉗工桌平板工作架和桌下櫃位放置。邊間專業教室暫供製 圖科為電繪教室使用，回歸機械科後將把工場區的工具室及備品器材準備室移入，使工場區能完整放置21台車床，以利每人1機教學，並使場教合一空間規劃以利學生教學管理。
木棉三樓：主要是一年級使用，有楊鐵車床25台、峰興8台（同楊鐵樣式）、中精機車床11台，以車床丙級40人場次規劃。鉗工24崗位、鑚床10台，臥式油壓帶式鋸床1台、往復式鋸床1台。邊間專業教室暫借製圖科為電繪教室，回歸後為工場實習教學教室。
木棉四樓：機械科辦公室、氣油壓工廠暨機電實習教室。原為精密測量室暫製圖科為電繪教室，回歸後將為製造、材料及實習專業教室，並與4樓平台結合為翻砂鑄造與精密鑄造。校友會（研討室）暫借製圖科為科辦公室，回歸後規劃為精密量具室。
木棉五樓：東、西兩側各1間電腦製圖教室，中間兩間機械製圖教室暫借製圖科手繪教學使用，回歸後為手繪及機件原理及造形設計專業教室。儲藏室日校選手及實習量具等備品存放使用。
- 青藤樓：民國64年落成，因外牆藤蔓滋生而得名。民國103年此棟進行加壓工程與外牆舖磚作業，多數藤蔓因而移除。樓旁有一小花園，內有水池，景色清宜（水池預計108年填平），其內有一創校時期石碑，雋「臺北市立高級工業職業學校」的早期校名。

- 敦品樓：民國70年落成，建築科大樓，地下室（靠校門口）為漆作選手訓練空間，（靠勵學樓）為桌椅換發處，一樓木工場及水電工場，授課：木工、測量實習、漆作訓練；水泥工場，授課：混凝土、砌磚訓練，二樓教師辦公室、兩間電腦教室、器材室及選手室，三樓兩間製圖教室，四樓兩間製圖教室兩間一年級教室。

- 學生活動中心：民國91年完工，地上6層地下1層

- 學生游泳池：民國91年完工。

## 行政單位

### 教務處
辦理課程教學、學籍管理、實驗研究與教學設備等業務及其有關事項。

### 學生事務處
辦理學生活動、生活輔導、生活教育、衛生保健及體育活動等業務及其有關事項。

### 總務處
辦理各項採購業務、營繕工程、校舍及財產管理、校內公物維修管理、 環境綠美化、公文及檔案管理、各項出納業務及其有關事項。

### 實習處
辦理學生實習課程、實習設備、工場安全、技術交流、終身教育、建教合作、就業諮詢及技藝教育學程等事項。

### 圖書館
辦理圖書館利用教育及圖書之編目、出納、推廣和校務行政電腦、網路資訊教育推動教學資源發展等業務及其有關事項。

### 輔導室
辦理學生輔導與諮商、資料建立與管理，並實施心理測驗、生涯輔導、心理衛生推廣等事項。

### 教官室
辦理全民國防教育及協助學生生活輔導等業務及其有關事項。

### 會計室
依法辦理歲計、會計、統計等事項。

### 人事室
依法辦理人事管理事項。

### 進修（部）學校
辦理進修（部）學校教導業務及有關事項。

## 科系組織與介紹

### 技術高中部

#### 機械群
- 機械科
- 電圖科
- 綜合高中部-機械技術學程（孝班）

#### 動力機械群
- 汽車科

#### 電機電子群
- 電子科
- 電機科
- 資訊科
- 控制科
- 冷凍空調科
- 綜合高中部-資訊電子學程（仁班）
- 綜合高中部-電機控制學程（愛班）

#### 土木建築群
- 建築科
- 綜合高中部-建築技術學程

#### 設計群
- 圖文傳播科（原印刷科）

### 綜合高中部
高一不分學程普通班

### 高二分班類組（忠班）

#### 學術學程
分為社會學程與自然學程，相當於普通高中之類組。高一結束分班之後得依個人意願及成績排序選擇類組，除上項所列之專業學程外，另有以一般大學為升學導向之學術學程，共計一班。
若選讀普通高中課程須具備優秀的數理及理解能力，以備往後教學課程能即時吸收學科知識並準備參加學測、指考及統測。

#### 專業學程
各年級分忠、孝、仁、愛四班。高中部一年級之教學內容主要皆與普通高中相同，一年級上學期設有「新興科技入門課程」進行初步接觸專業類科，學期末時將劃卡方式選填下學期「科學技術基礎課程」進行深入試探，其試探專業課程分別建築學程、機械學程、電機學程、電子學程、資訊學程、高中自然組及高中社會組。
一年級下學期末將選擇未來二年級之「正式主修學程」，依學生個人升學方向選填畫卡重新分發正式班級，其畢業條件依照該學生入學學年度之綜合高中正式主修學程畢業條件為基準。

### 特殊教育
- 綜合職能科（108學年度前）
- 餐飲服務科（108學年度起）

## 校內學生團體

### 學生自治團體
- 班級聯合自治會(Daan Student Association,DASA)

隸屬於學務處訓育組的班聯會為校內唯一學生自治組織，培養學生民主觀念，促進師生溝通，建立班級、學校彼此間良好溝通管道。以推動學生自治製活動，發揮同儕輔導功能，達到學生自治為宗旨。
班聯會負責各項校內活動及布置，也出席各校務會議、獎懲委員會、性別平等委員會、員生消費合作社會議、午餐調查委員會等。
班聯會主副席由全校共同選舉選出 ，本屆（第38屆）班聯會主席—林佑漢；副主席—李映佑；秘書—吳尚瑋。其下設活動組、總務組、公關組、美宣組、總務組、機動組等。
- 社團聯合委員會(Daan Club Association,DACA)

隸屬於學務處社團活動組的社聯會為學校各社團與學校之間溝通的重要橋樑，也專門操辦學校社團表演的各種大小活動，培養學生主辦活動、協調的能力，以及學習同儕間的分工合作。
社聯會負責主辦學校表演型的大小活動，以及協助各社團與校方溝通，舉辦的活動例如：新生入學社團表演、社團博覽會、新生打鐵、校慶、運動會等...
讓學生多多認識社團，也讓社團有更多表演的機會。
社聯會各幹部由上屆各幹部共同選出，本屆（第24屆）社聯會主席—郭依雯；副主席—莊婧；秘書—林芯如；公關長—黃冠瑋；活動長—張凱棻；美宣長—胡斾寧；以及公關、活動、美宣、攝影、機動等。

### 學校公勤團體
- 衛生評分隊

學務處衛生組之志工團體，工作主要為為校內打掃工作之進行結果評分
- 旗隊
- 司儀部
- 音控組

負責各式校內活動及典禮燈光音響
- 榮譽服務隊

教官室之志工團體，工作主要為協助學校周遭放學時間的交通、校門口登記違反校規之學生
以上志工隊亦會支援校內活動與工作之進行

## 姊妹校
- 日本青森縣立弘前工業高等學校（日语：青森県立弘前工業高等学校）[4]

## 哥布林 (YouTuber)
哥布林，本名許睿岑，他於本校畢業

## 外部連結
- 臺北市立大安高工 （页面存档备份，存于）
- 臺北市立大安高工進修部 （页面存档备份，存于）